# Onszu állomás
Onszu (Onsu) állomás a szöuli metró 1-es és 7-es vonalának állomása Kuro-ku (Guro-gu) kerületben.

## Viszonylatok
| 1-es vonal                                     | 1-es vonal                                                                         | 1-es vonal                                                        |
| ---------------------------------------------- | ---------------------------------------------------------------------------------- | ----------------------------------------------------------------- |
| Orju-tong (Oryu-dong) Szojoszan (Soyosan) felé | Kjongin (Gyeongin) szakasz személyvonat Kjongvon (Gyeongwon) szakasz expresszvonat | Jokkok (Yeokgok) Incshon (Incheon) felé                           |
| 7-es vonal                                     |                                                                                    |                                                                   |
| Cshonvang (Cheonwang) Csangam (Jangam) felé    | 7-es vonal                                                                         | Kkacshiul (Kkachiul) Puphjong-ku cshong (Bupyeong-gu cheong) felé |